# 무사분열
무사분열(無絲分裂, 영어: amitosis) 또는 직접분열(直接分裂, 영어: direct cell division)은 염색체나 방추사의 형성을 하지 않는 세포 분열이다. 유사분열과 대비된다.
무사분열은 1880년 발터 플레밍이 처음 기술하였다.